# Morris Park (Dyre Avenue Line)
Morris Park is een station van de metro van New York aan de Dyre Avenue Line. Het station wordt gebruikt door lijn 5.
Dyre Avenue Line:
Eastchester-Dyre Avenue · 
Baychester Avenue · 
Gun Hill Road  · 
Pelham Parkway · 
Morris Park

White Plains Road Line:
Nereid Avenue · 
233rd Street · 
225th Street · 
219th Street · 
Gun Hill Road · 
Burke Avenue · 
Allerton Avenue · 
Pelham Parkway · 
Bronx Park East

Van noord naar zuid:
East 180 Street · 
West Farms Square-East Tremont Avenue · 
174th Street · 
Freeman Street · 
Simpson Street · 
Intervale Avenue · 
Prospect Avenue · 
Jackson Avenue · 
3rd Avenue-149th Street · 
149th Street-Grand Concourse · 
138th Street-Grand Concourse · 
125th Street · 
86th Street · 
59th Street · 
Grand Central-42nd Street · 
14th Street-Union Square · 
Brooklyn Bridge-City Hall · 
Fulton Street · 
Wall Street · 
Bowling Green · 
Borough Hall · 
Nevins Street · 
Atlantic Avenue · 
Franklin Avenue

Nostrand Avenue Line:
President Street · 
Sterling Street · 
Winthrop Street · 
Church Avenue · 
Beverly Road · 
Newkirk Avenue · 
Brooklyn College-Flatbush Avenue

New Lots Line:
Crown Heights-Utica Avenue · 
Sutter Avenue-Rutland Road · 
Saratoga Avenue · 
Rockaway Avenue · 
Junius Street · 
Pennsylvania Avenue · 
Van Siclen Avenue · 
New Lots Avenue